# Андрей II Музака
Андрей II Музака или Музаки (на албански: Andrea II Muzaka, на средногръцки: Ανδρέας Β’ Μουζάκη) е средновековен албански аристократ, основател на Княжество Музака с център Берат, което съществува с някои прекъсвания от 1335 до 1444 година.

## Произход и наследник
Роден е в 1319 година и произхожда от благородното албанско семейство Музаки, притежаващо владения в Централна Албания. Дядо му Андрей I Музака установява фактически независимо териториално управление в района западно от Берат, който по-късно е кръстен на семейството.
В 1372 година след неговата смърт синът му Теодор II Музака наследява Княжество Музака.

## Семейство
Андрей II Музака има трима сина и две дъщери:
- Йоан Музаки
- Теодор II Музаки
- Стоя Музаки
- Комита Музаки, омъжена според съмнителните данни на летописа на неговия по-късен потомък Йоан Музаки за княз Балша II. Това известие вероятно се разминава с истината. Според редица други автори Балша II през 1372 г. се жени всъщност за Иванина Комнина, дъщерята на българския аристократ и владетел на Валона и Канина Иван Комнин, от която получава като зестра градовете Белград и Канина[3].
- Кирана Музаки, омъжена за охридския владетел Андрей Гропа.[4][5]